# Saint-Flavy
Saint-Flavy est une commune française, située dans le département de l'Aube en région Grand Est.

## Géographie

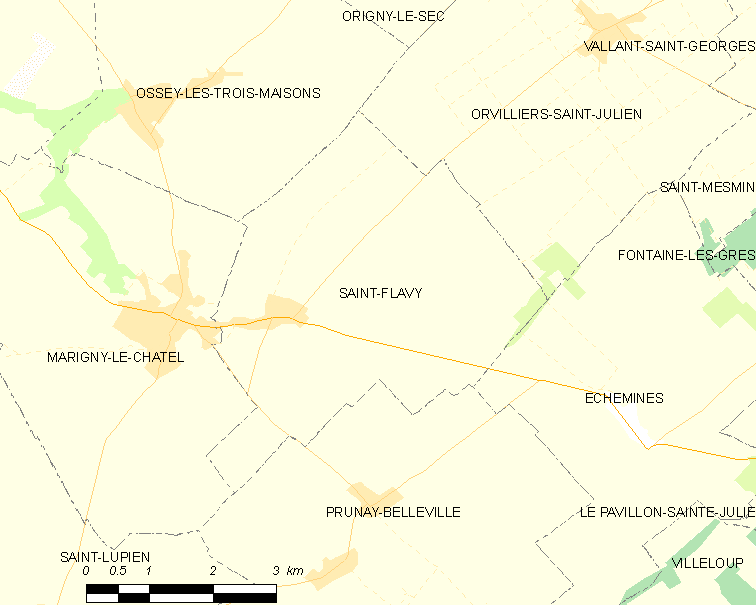
Plan de Saint-Flavy.

La commune de Saint-Flavy est située en Champagne crayeuse. L'Ardusson prend sa source dans le village.

### Hydrographie

#### Réseau hydrographique
La commune est dans la région hydrographique « la Seine de sa source au confluent de l'Oise (exclu) » au sein du bassin Seine-Normandie. Elle est drainée par l'Ardusson et divers autres petits cours d'eau,.
L'Ardusson, d'une longueur de 28 km, prend sa source dans la commune  et se jette  dans la Seine à Nogent-sur-Seine, après avoir traversé neuf communes.

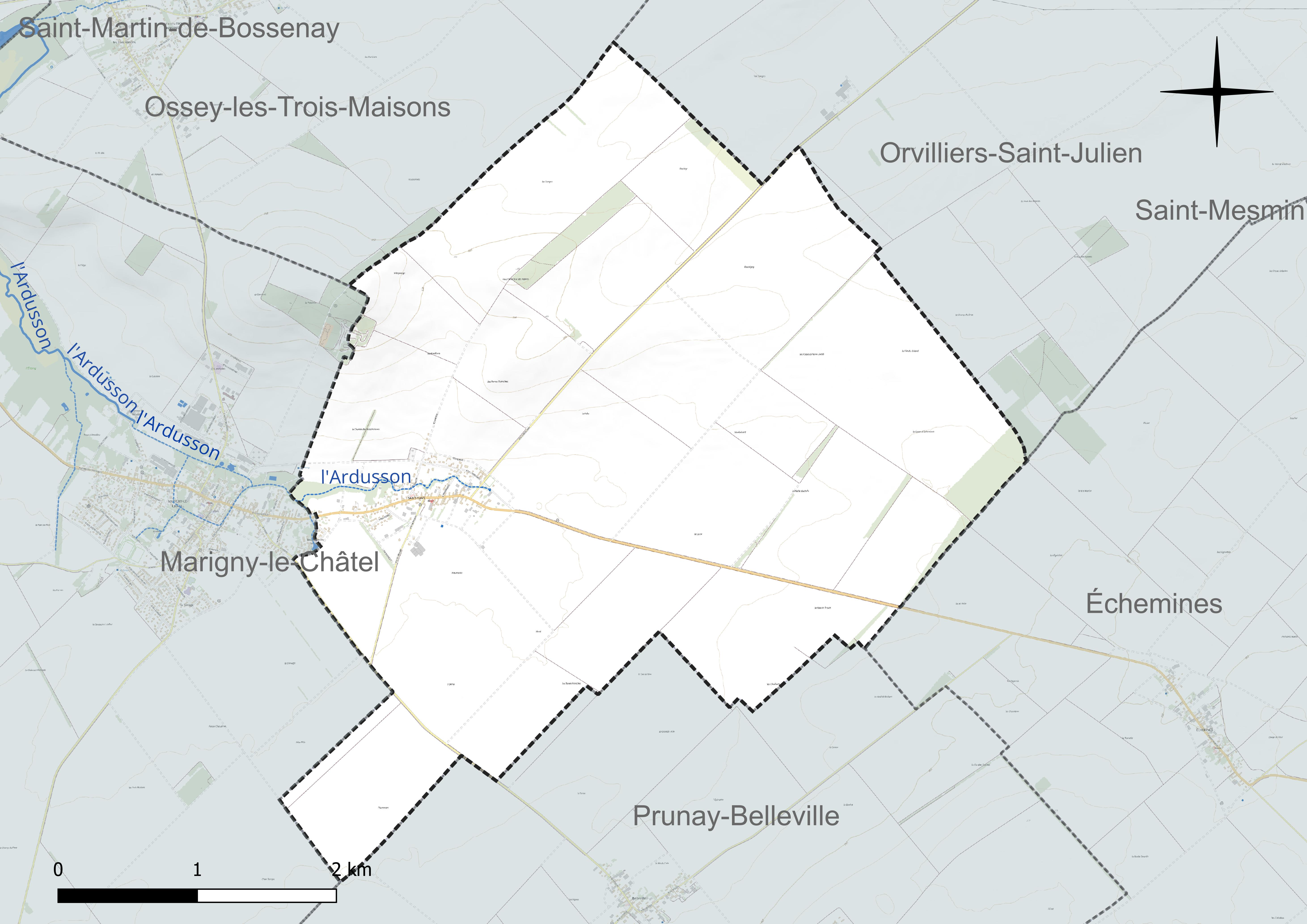
Réseau hydrographique de Saint-Flavy.

#### Gestion et qualité des eaux
Le territoire communal est couvert par le schéma d'aménagement et de gestion des eaux (SAGE) « Bassée Voulzie ». Ce document de planification concerne le territoire du bassin versant de l'Armançon qui s’étend sur 1 710 km2 et se répartit sur trois départements (l'Aube, l'Yonne et la Marne). Le périmètre a été arrêté le 2 septembre 2016, le diagnostic a été validé le 29 novembre 2022. La structure porteuse de l'élaboration et de la mise en œuvre est le Syndicat mixte ouvert de l’eau potable, de l’assainissement collectif, de l’assainissement non collectif, des milieux aquatiques et de la démoustication (SDDEA), dont le siège est à Troyes.
La qualité des cours d’eau peut être consultée sur un site dédié géré par les agences de l’eau et l’Agence française pour la biodiversité.

### Climat
Pour des articles plus généraux, voir Climat du Grand Est et Climat de l'Aube.
En 2010, le climat de la commune est de type climat océanique dégradé des plaines du Centre et du Nord, selon une étude du Centre national de la recherche scientifique s'appuyant sur une série de données couvrant la période 1971-2000. En 2020, Météo-France publie une typologie des climats de la France métropolitaine dans laquelle la commune est exposée à un climat océanique altéré et est dans la région climatique Nord-est du bassin Parisien, caractérisée par un ensoleillement médiocre, une pluviométrie moyenne régulièrement répartie au cours de l’année et un hiver froid (3 °C).
Pour la période 1971-2000, la température annuelle moyenne est de 10,4 °C, avec une amplitude thermique annuelle de 16 °C. Le cumul annuel moyen de précipitations est de 702 mm, avec 11,3 jours de précipitations en janvier et 7,6 jours en juillet. Pour la période 1991-2020, la température moyenne annuelle observée sur la station météorologique de Météo-France la plus proche, « Romilly », sur la commune de Romilly-sur-Seine à 13 km à vol d'oiseau, est de 11,2 °C et le cumul annuel moyen de précipitations est de 619,5 mm. 
La température maximale relevée sur cette station est de 42,3 °C, atteinte le 25 juillet 2019 ; la température minimale est de −25,2 °C, atteinte le 6 janvier 1971,,.
Les paramètres climatiques de la commune ont été estimés pour le milieu du siècle (2041-2070) selon différents scénarios d'émission de gaz à effet de serre à partir des nouvelles projections climatiques de référence DRIAS-2020. Ils sont consultables sur un site dédié publié par Météo-France en novembre 2022.

## Urbanisme

### Typologie
Au 1er janvier 2024, Saint-Flavy est catégorisée commune rurale à habitat dispersé, selon la nouvelle grille communale de densité à 7 niveaux définie par l'Insee en 2022.
Elle appartient à l'unité urbaine de Marigny-le-Châtel, une agglomération intra-départementale dont elle est une commune de la banlieue,. Par ailleurs la commune fait partie de l'aire d'attraction de Troyes, dont elle est une commune de la couronne,. Cette aire, qui regroupe 209 communes, est catégorisée dans les aires de 200 000 à moins de 700 000 habitants,.

### Occupation des sols
L'occupation des sols de la commune, telle qu'elle ressort de la base de données européenne d’occupation biophysique des sols Corine Land Cover (CLC), est marquée par l'importance des territoires agricoles (96,7 % en 2018), une proportion sensiblement équivalente à celle de 1990 (96,8 %). La répartition détaillée en 2018 est la suivante : 
terres arables (96,7 %), zones urbanisées (2,4 %), forêts (1 %). L'évolution de l’occupation des sols de la commune et de ses infrastructures peut être observée sur les différentes représentations cartographiques du territoire : la carte de Cassini (XVIIIe siècle), la carte d'état-major (1820-1866) et les cartes ou photos aériennes de l'IGN pour la période actuelle (1950 à aujourd'hui).

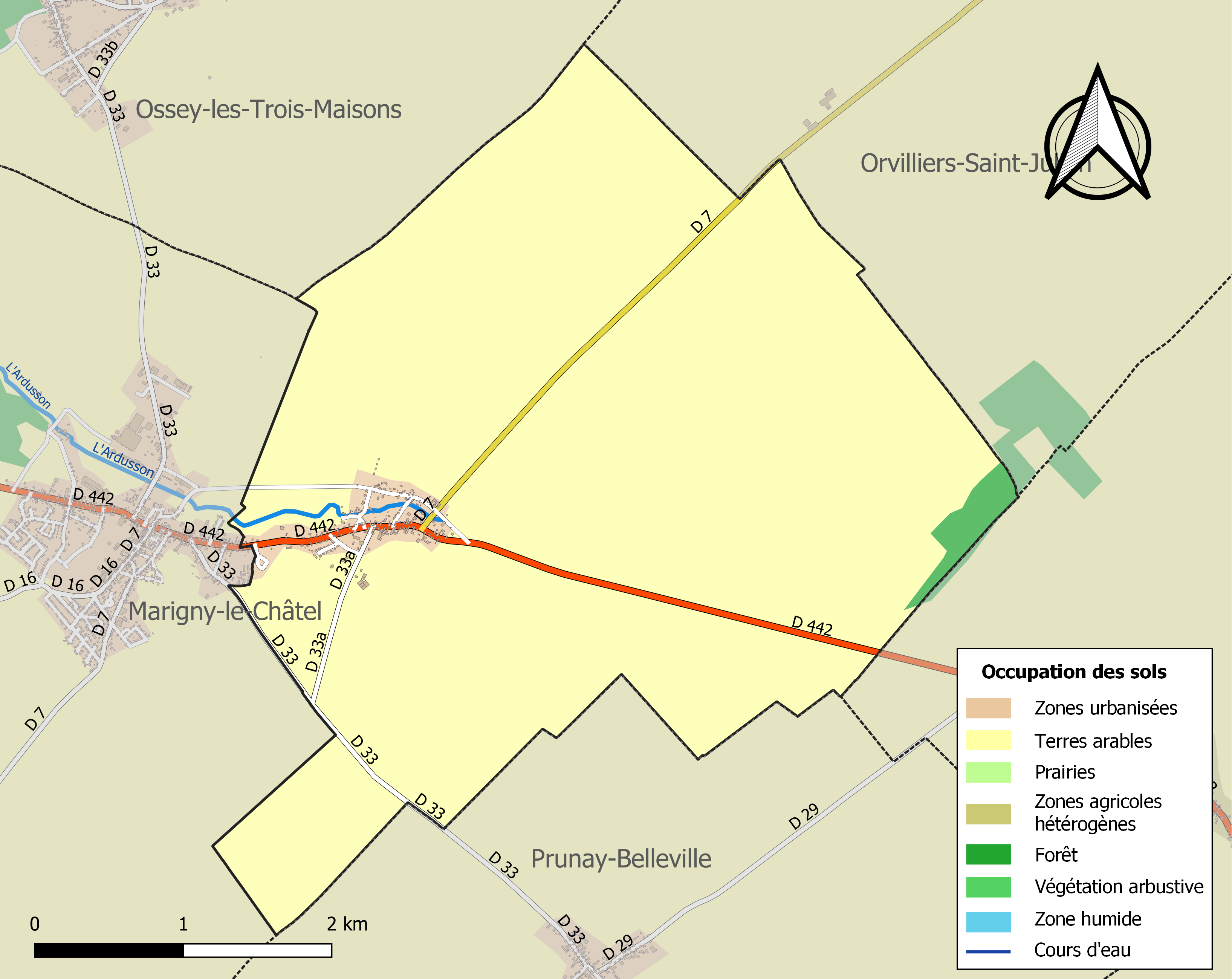
Carte des infrastructures et de l'occupation des sols de la commune en 2018 (CLC).

## Économie
En 1787 il y avait au village vingt métiers à toile de coton et treize à bas. Soixante cinq personnes étaient occupées par l'industrie du tissu.
L'agriculture est la principale ressource du bourg. Outre les céréales, les cultures produisent des pommes de terre, des betteraves, du chanvre et de la luzerne.

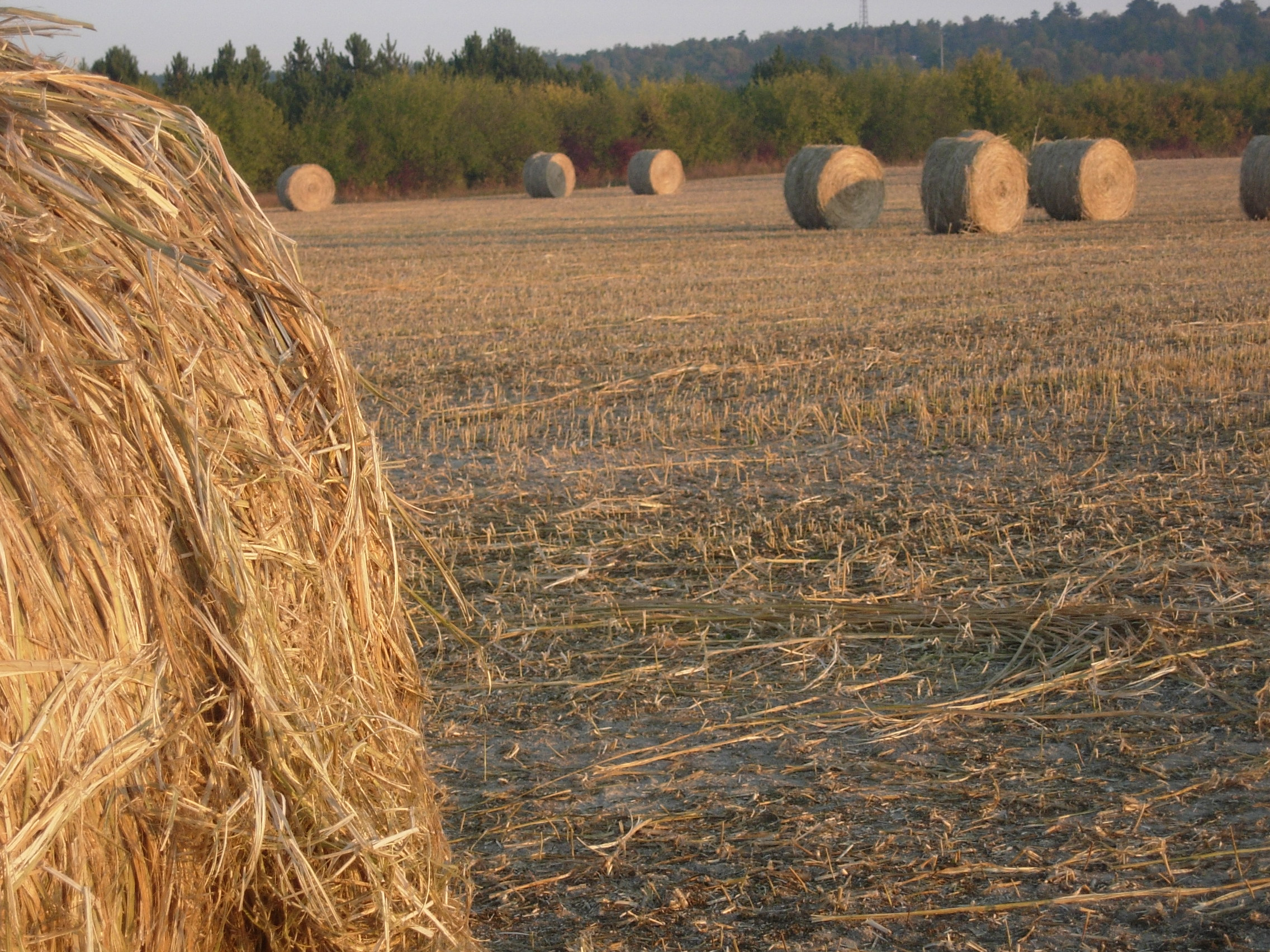
Culture du chanvre dans la plaine de Saint-Flavy.
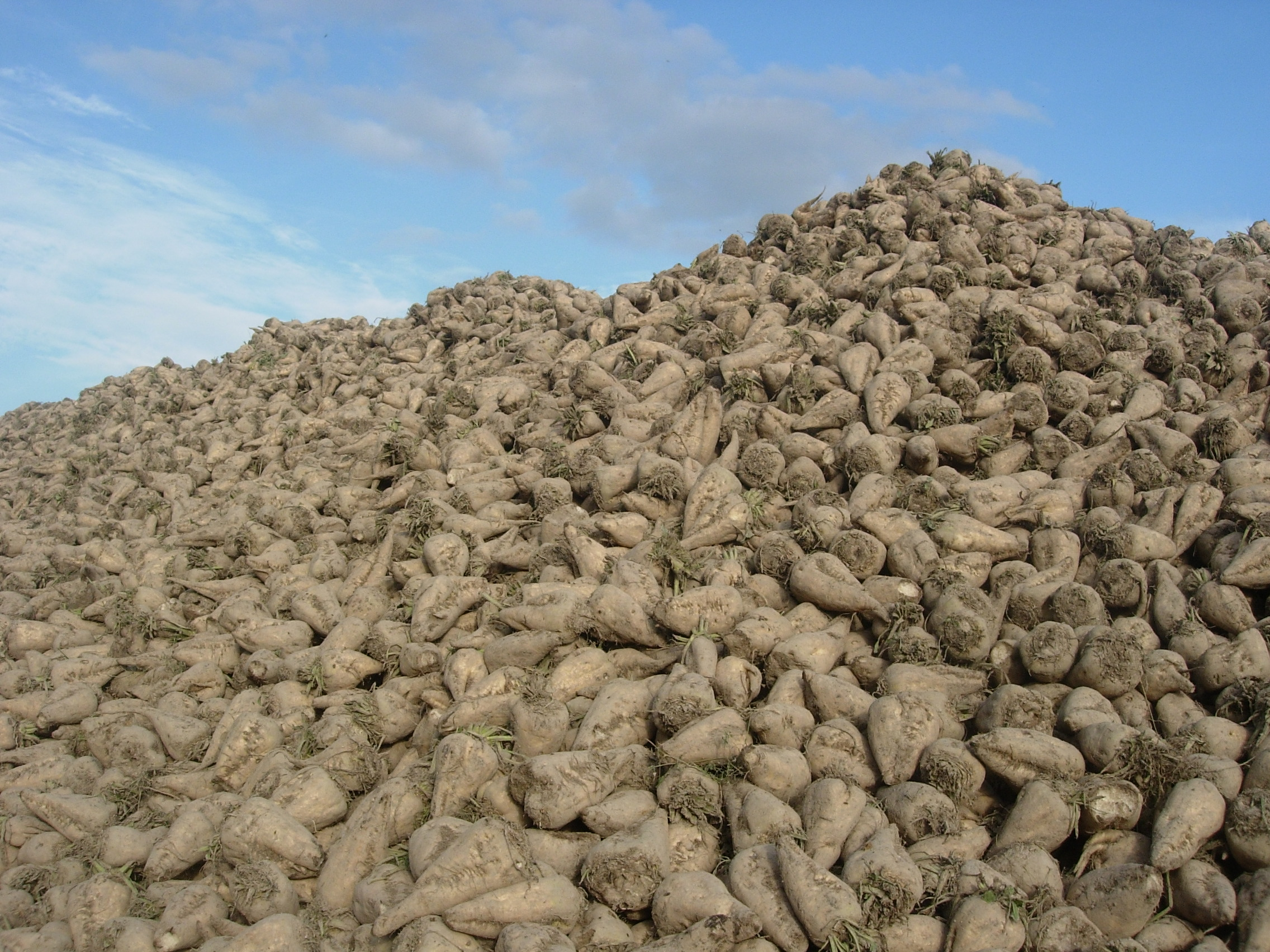
Récolte des betteraves sucrières.

## Communes limitrophes
Le territoire est entouré de cinq communes :
Les communes de Prunay-Belleville, Échemines et Marigny-le-Châtel font partie du canton de Marcilly-le-Hayer tout comme Saint-Flavy. Les communes de Orvilliers-Saint-Julien et Ossey-les-Trois-Maisons font partie du canton de Romilly-sur-Seine-1.

## Histoire
Des prospections aériennes ont repéré sur le finage de la commune au moins six nécropoles ou enclos d'habitations protohistoriques remontant sans doute à l'âge du fer.
La voie romaine de Troyes à Paris passe du sud-est au nord-ouest sur les hauteurs au nord du village, sans se confondre avec le chemin de Marigny,. Elle doit son nom à un ermite de l'époque mérovingienne, saint Flavit, ou Flavy, apôtre de la région, mort le 18 décembre 630 à Marcilly-le-Hayer.
En 1789, le village relevait de l'intendance et de la généralité de Châlons-sur-Marne, de l'élection de Troyes et du bailliage de Sens et pour le bailliage seigneurial, celui de Marigny.
Alors qu'en 1789, Belleville et Saint-Flavy ne formaient qu'une seule commune. Une ordonnance du 24 juin 1840 a démembré le hameau de Belleville de la commune pour le réunir à Prunay. Ainsi naît la commune de Prunay-Belleville.

## Politique et administration
| Période                                  | Période   | Identité                                    | Étiquette | Qualité              |
| ---------------------------------------- | --------- | ------------------------------------------- | --------- | -------------------- |
| mars 2001                                | juin 2016 | M. Daniel Hazouard                          | LR        | Agriculteur retraité |
| 2016                                     | En cours  | Éric Pilliet Réélu pour le mandat 2020-2026 |           |                      |
| Les données manquantes sont à compléter. |           |                                             |           |                      |

## Démographie
L'évolution du nombre d'habitants est connue à travers les recensements de la population effectués dans la commune depuis 1793. Pour les communes de moins de 10 000 habitants, une enquête de recensement portant sur toute la population est réalisée tous les cinq ans, les populations de référence des années intermédiaires étant quant à elles estimées par interpolation ou extrapolation. Pour la commune, le premier recensement exhaustif entrant dans le cadre du nouveau dispositif a été réalisé en 2007.

En 2022, la commune comptait 297 habitants, en évolution de +7,22 % par rapport à 2016 (Aube : +0,7 %, France hors Mayotte : +2,11 %).
| 1793 | 1800 | 1806 | 1821 | 1831 | 1836 | 1841 | 1846 | 1851 |
| ---- | ---- | ---- | ---- | ---- | ---- | ---- | ---- | ---- |
| 240  | 417  | 404  | 386  | 388  | 367  | 239  | 223  | 220  |

| 1856 | 1861 | 1866 | 1872 | 1876 | 1881 | 1886 | 1891 | 1896 |
| ---- | ---- | ---- | ---- | ---- | ---- | ---- | ---- | ---- |
| 224  | 228  | 236  | 237  | 255  | 265  | 253  | 246  | 232  |

| 1901 | 1906 | 1911 | 1921 | 1926 | 1931 | 1936 | 1946 | 1954 |
| ---- | ---- | ---- | ---- | ---- | ---- | ---- | ---- | ---- |
| 232  | 235  | 213  | 203  | 201  | 229  | 229  | 241  | 227  |

| 1962 | 1968 | 1975 | 1982 | 1990 | 1999 | 2006 | 2007 | 2012 |
| ---- | ---- | ---- | ---- | ---- | ---- | ---- | ---- | ---- |
| 208  | 180  | 192  | 216  | 247  | 211  | 250  | 255  | 267  |

| 2017 | 2022 | - | - | - | - | - | - | - |
| ---- | ---- | - | - | - | - | - | - | - |
| 283  | 297  | - | - | - | - | - | - | - |

## Lieux et monuments
- L'église de l'Assomption de Saint-Flavy du XIIe siècle était à l'entière collation de l'évêque et ses dîmes se partageait entre l'évêque et l'abbaye de Paraclet. La cure était du doyenné de Marigny et sous le vocable de l'Assomption. Son architecture : porche et nef en architecture romane ; flèche et chevet du XVIe.
- La source de l'Ardusson formant une somme (nom donné par les Champenois aux bassins naturels plus ou moins vastes qui se creusent devant les sources des rivières de la Champagne crayeuse).
- Le lavoir.

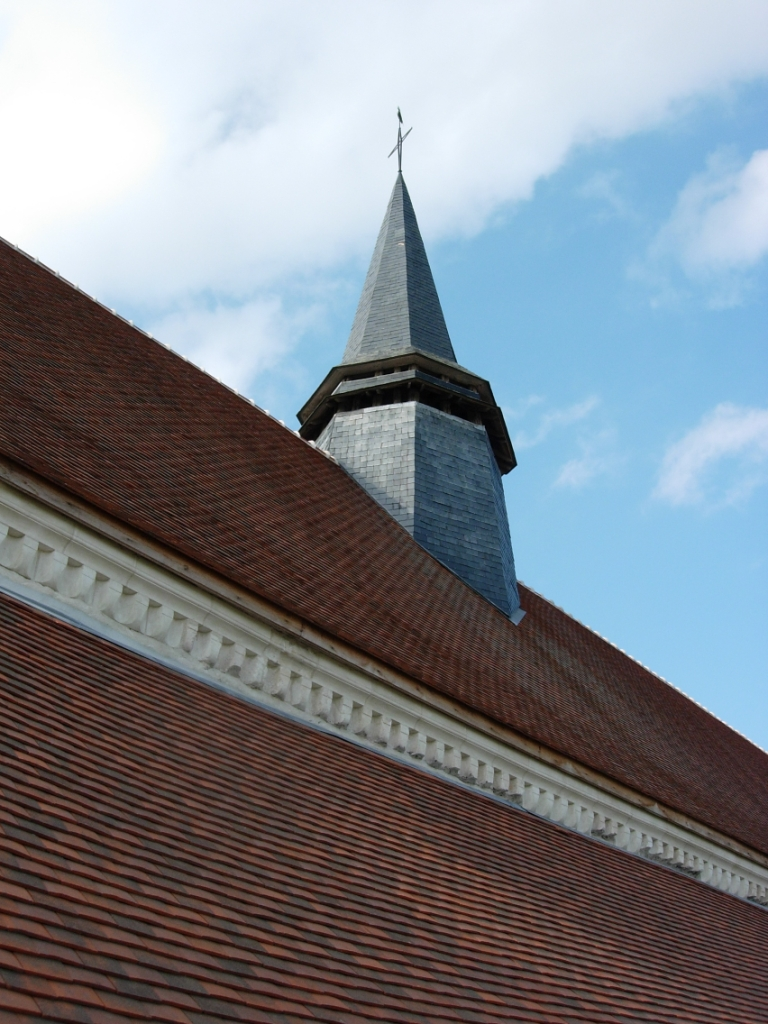
Saint-Flavy.
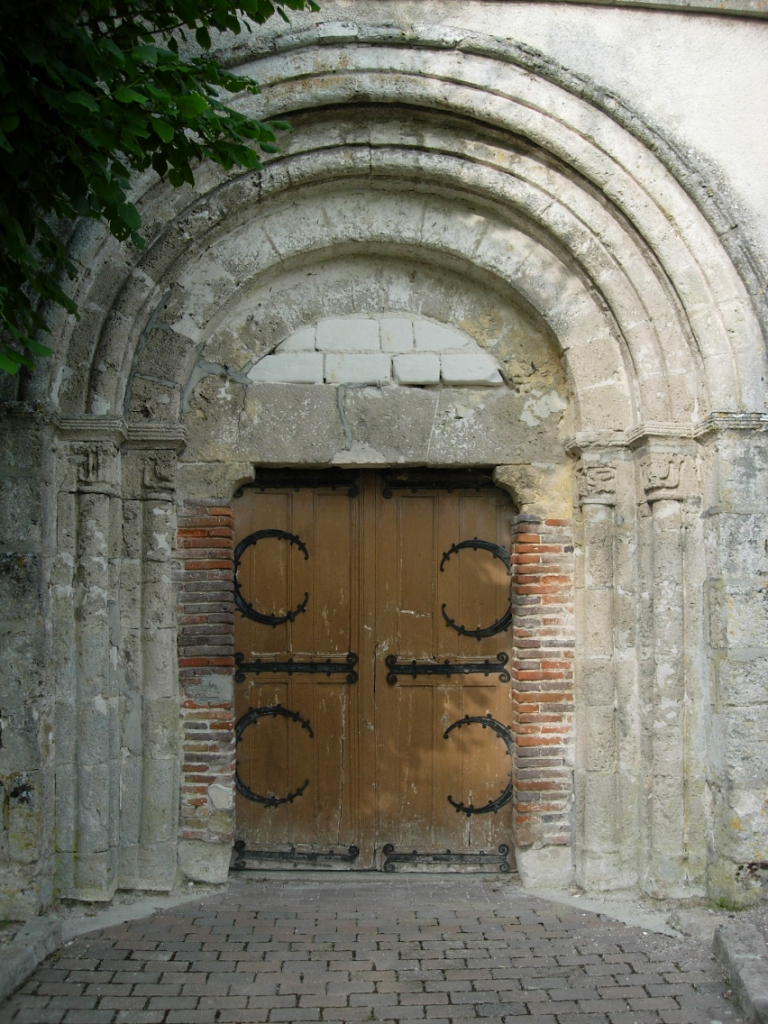
Saint-Flavy : le portail roman.
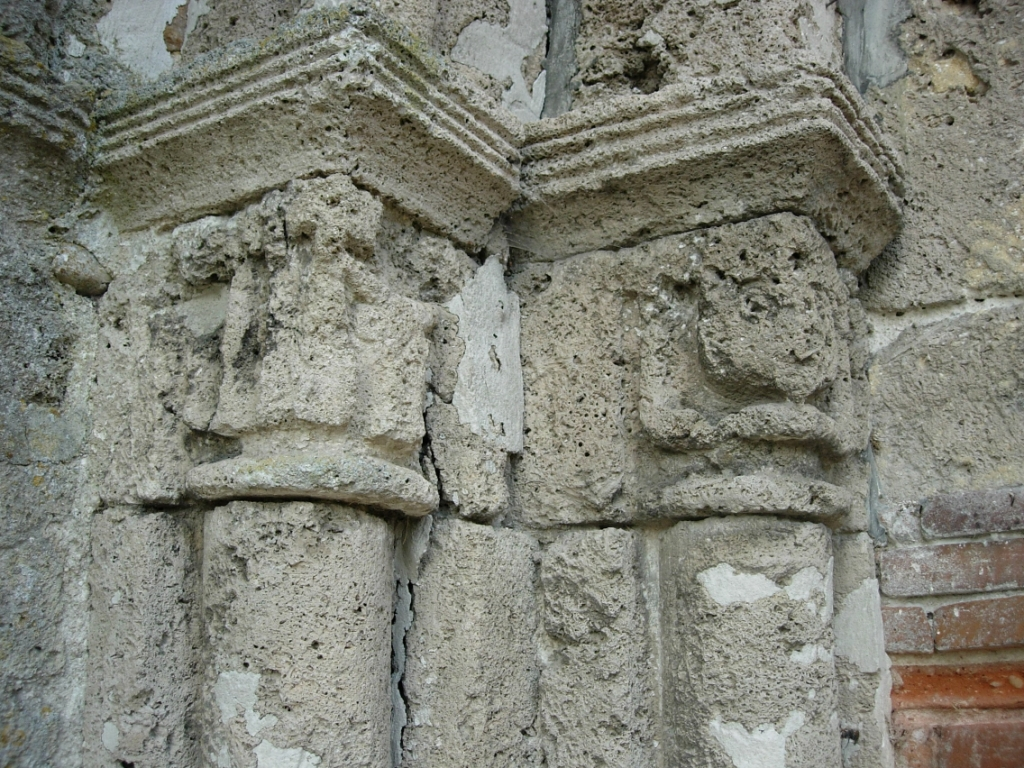
Saint-Flavy : le portail roman (détails.
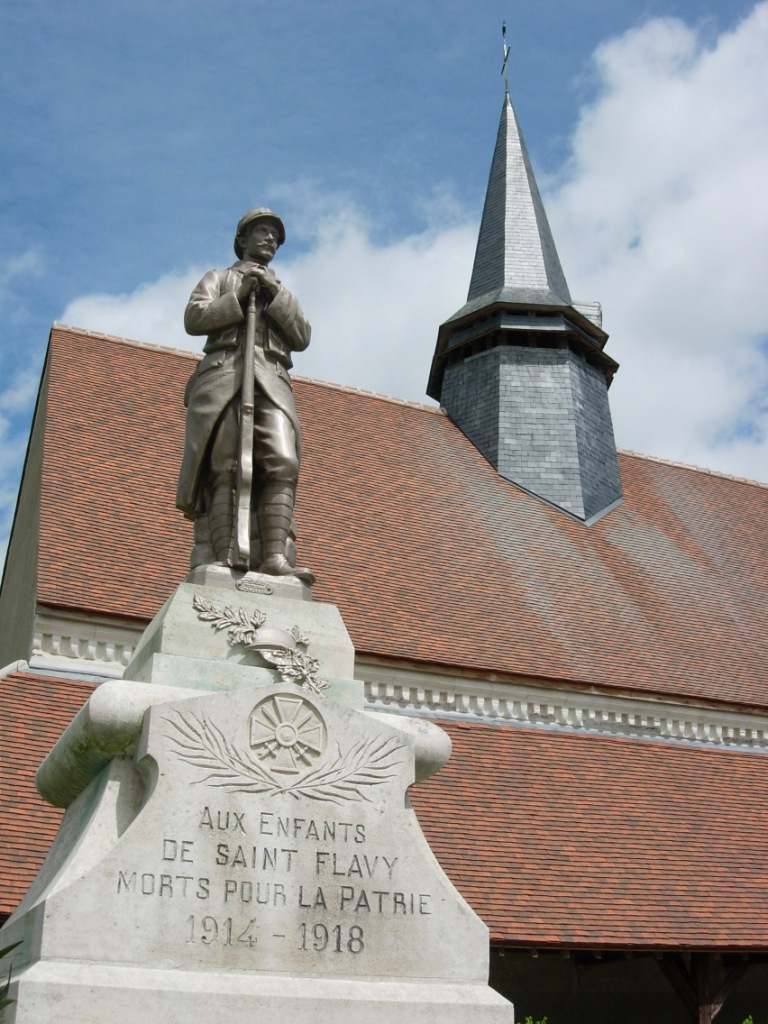
Saint-Flavy : le monument aux morts.
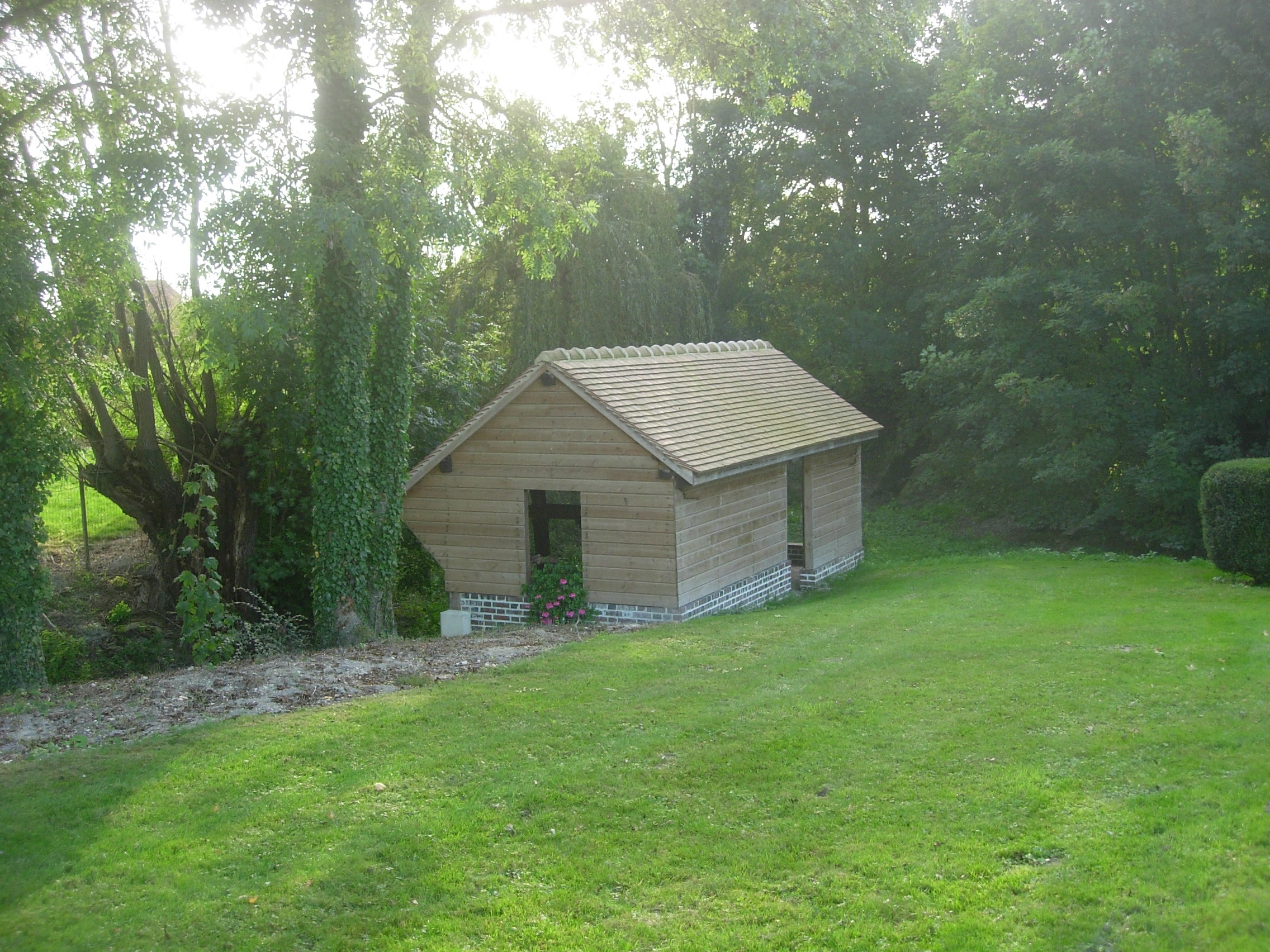
Lavoir de la source de l'Ardusson.